# Niedziałki (Barciany)
 Niedziałki (deutsch Fünfhuben) ist eine kleine Ortschaft in der polnischen Woiwodschaft Ermland-Masuren und gehört zur Gmina Barciany (Landgemeinde Barten) im Powiat Kętrzyński (Kreis Rastenburg).

## Geographische Lage
Niedziałki liegt in der nördlichen Mitte der Woiwodschaft Ermland-Masuren, zwölf Kilometer nördlich der Kreisstadt Kętrzyn (deutsch Rastenburg).

## Geschichte
Im Jahre 1820 wurde Fünfhuben als ein „adlig Vorwerk“ mit einer Feuerstelle genannt. Im Jahr 1874 wurde Fünfhuben in den neu errichteten Amtsbezirk Wehlack (polnisch Skierki) im ostpreußischen Kreis Rastenburg eingegliedert. Die Einwohnerzahlen Fünfhubens beliefen sich 1820 auf 17, 1885 auf 23, 1905 auf 49 und 1910 auf 38.
Am 30. September 1928 gab Fünfhuben seine Selbständigkeit auf und schloss sich mit der Landgemeinde Wenden (polnisch Winda), dem Gut Elisenthal (polnisch Niedziały) und Teilen anderer Nachbarorte zur neuen Landgemeinde Wenden zusammen.
Als 1945 in Kriegsfolge das gesamte südliche Ostpreußen an Polen überstellt wurde, war auch Fünfhuben davon betroffen und erhielt die polnische Namensform „Niedziałki“. Heute ist es ein „Przysiółek wsi Niedziały“ (Weiler des Dorfes Niedziały) innerhalb der Landgemeinde Barciany (Barten) im Powiat Kętrzyński (Kreis Rastenburg), bis 1998 der Woiwodschaft Olsztyn, seither der Woiwodschaft Ermland-Masuren zugehörig.

## Kirche
Bis 1945 war Fünfhuben in die evangelische Kirche Wenden in der Kirchenprovinz Ostpreußen der Kirche der Altpreußischen Union sowie in die katholische Kirche Rastenburg im damaligen Bistum Ermland eingepfarrt.
Heute gehört Niedziałki zur evangelischen Johanneskirche Kętrzyn mit den Filialgemeinden in Barciany und auch Srokowo (Drengfurth) innerhalb der Diözese Masuren der Evangelisch-Augsburgischen Kirche in Polen, außerdem zur katholischen Pfarrei Winda im jetzigen Erzbistum Ermland.

## Verkehr
Niedziałki liegt an einer Nebenstraße, die von Winda (Wenden) an der Woiwodschaftsstraße 591 (einstige deutsche Reichsstraße 141) über Jankowice (Jänkenwalde) nach Wikrowo (Wickerau) führt. Außerdem endet eine von Niedziały (Forsthaus Wenden) kommende Straße in Niedziałki.
Eine Bahnanbindung besteht nicht mehr. Bis 1945 war Fünfhuben Bahnstation an der Bahnstrecke Rastenburg–Drengfurth, die von den Rastenburger Kleinbahnen befahren in Kriegsfolge nicht reaktiviert wurde.